# Gustav Pfannmüller (Theologe)
Gustav Pfannmüller (* 1. Oktober 1873 in Dornheim/Hessen; † 12. November 1953 in Darmstadt) war ein deutscher Theologe und Bibliothekar.

## Wirken
Nach seiner Reifeprüfung am Neuen Gymnasium in Darmstadt studierte Gustav Pfannmüller von 1892 bis 1897 Evangelische Theologie und Klassische Philologie an den Universitäten Tübingen und Gießen sowie am Predigerseminar Friedberg/Hessen. 1902 promovierte er an der Universität Gießen bei Gustav Krüger. Nach kurzer Tätigkeit als Religionslehrer (1899/1900) trat er 1900 als Volontär an der Hessischen Landesbibliothek Darmstadt in den Bibliotheksdienst ein und arbeitete als Bibliothekar an dieser Bibliothek bis 1934, seit 1933 als stellvertretender Direktor. 1913 erhielt er den Professorentitel. Aus politischen Gründen wurde er zum 31. März 1934 vorzeitig in den Ruhestand versetzt. Auch im Ruhestand betätigte er sich weiterhin wissenschaftlich im Bereich der Religionswissenschaft und Theologie.
Im Jahre 1919 war er Gründer und bis 1921 erster ehrenamtlicher Leiter der Volkshochschule Darmstadt. 1921 wurde ihm die theologische Ehrendoktorwürde der Universität Gießen verliehen.
Von seinen Veröffentlichungen wurde das 1923 veröffentlichte Handbuch der Islam-Literatur sehr geschätzt.

## Schriften
- Die kirchliche Gesetzgebung Justinians hauptsächlich auf Grund der Novellen. Schwetschke, Berlin 1902 (Dissertation Universität Gießen) (Digitalisat).
- Jesus im Urteil der Jahrhunderte. Die bedeutendsten Auffassungen Jesu in Theologie, Philosophie, Literatur und Kunst bis zur Gegenwart. Teubner, Leipzig 1908 (2. Aufl. 1939).
- Die Propheten (= Die Klassiker der Religion, Bd. 4/5). Protestantischer Schriftenvertrieb, Berlin-Schöneberg 1913.
- Ludwig Wilhelm Luck, Pfarrer und Chronist von Wolfskehlen, ein Freund Friedrich Hebbels (= Hessische Volksbücher, Bd. 24). Diehl, Friedberg 1915.
- Die deutsche Volkshochschule. Mit einem Anhang: Ein Volksbildungsheim in Darmstadt. Elbert, Darmstadt 1919.
- Die Religion Friedrich Hebbels. Auf Grund der Werke, Tagebücher und Briefe dargestellt (= Die Religion der Klassiker, Bd. 8). Vandenhoeck & Ruprecht, Göttingen 1922.
- Handbuch der Islam-Literatur. De Gruyter, Berlin 1923 (Nachdruck 1974, ISBN 3-11-002488-8).
- Goethe und das Kirchenlied. Ein Beitrag zum Streit um Goethes „Joseph“. Gente Wissenschaftlicher Verlag, Hamburg 1924.
- Was können die wissenschaftlichen Bibliotheken zur Pflege der allgemeinen Geistesbildung tun? In: Zentralblatt für Bibliothekswesen, Bd. 45 (1928), S. 561–567.
- Die Hessische Landesbibliothek und ihre Bedeutung für Wissenschaft und Bildung. Verlag des Historischen Vereins für Hessen, Darmstadt 1929.
- (Bearb., mit Arnold E. Berger): Lied-, Spruch- und Fabeldichtung im Dienste der Reformation (= Deutsche Literatur, Reihe 9, Bd. 4). Reclam, Leipzig 1938 (Nachdruck 1967).
- Tod, Jenseits und Unsterblichkeit in der Religion, Literatur und Philosophie der Griechen und Römer. Reinhardt, München 1953.